# オーデリック
オーデリック株式会社（英: ODELIC CO.,LTD.）は、照明器具製造の大手電機メーカー。旧社名はオーヤマ照明株式会社。本社は東京都杉並区宮前。店舗、施設向けの大がかりな照明設備から家庭向けのシャンデリア、蛍光灯に至るまで幅広い器具を取り扱う。
なお、同じように照明器具などの家電製品を取り扱うアイリスオーヤマは、当社の旧社名と酷似しているが、資本関係は一切ない。
白熱電球・電球形蛍光灯・蛍光灯を用いる従来型器具は2018年までに生産終了となり、現行モデルはLEDへ一本化されている。

## 沿革
- 1951年（昭和26年）6月 - 放電点灯管などを制作する株式会社大山金属製作所を東京都三鷹市に立ち上げる[1]。
- 1956年（昭和31年）7月 - 商号を大山電機工業株式会社に変更[1]。
- 1973年（昭和48年）11月 - 商号をオーヤマ照明株式会社に変更[1]。近年まで使われていた。
- 1974年（昭和49年）7月 - 本社を東京都杉並区に移転[1]。
- 1993年（平成5年）9月 - オー・エル・シー・ローデック株式会社を買収[1]。
- 1996年（平成8年）1月 - 社名をオーデリック株式会社に変更[1]。同年11月、日本証券業協会に株式を店頭登録[1]。
- 2006年（平成18年）5月 - アルモテクノス株式会社を買収[1]。
- 2007年（平成19年）3月 - オー・エル・シー・ローデック株式会社の清算結了[1]。
- 2019年（平成31年）4月 - 株式会社サンゲツから山田照明株式会社の全株式を取得し、子会社化[2]。
- 2020年（令和2年）
  - 3月19日 - マネジメント・バイアウトを目的とした、有限会社アマセクリエートによる株式公開買付けが成立。
  - 3月27日 - 有限会社アマセクリエートの連結子会社となる[3]。
  - 6月5日 - ジャスダック上場廃止。
  - 6月9日 - 株式併合により、株主が有限会社アマセクリエートとオーティアイ株式会社のみとなる[4]。

## 事業所
- 本社（東京都杉並区）
- 山形工場（山形県東根市）
- 羽村工場（東京都羽村市）